# 浅川芳裕
浅川 芳裕（あさかわ よしひろ、1974年（昭和49年）- ）は、日本のジャーナリスト、作家、翻訳家。

## 略歴
山口県生まれ。1995年（平成7年）、カイロ大学（エジプト）文学部東洋言語学科セム語専科中退。ドバイ（アラブ首長国連邦）のソニー・ガルフ社などに勤務したのち、2000年（平成12年）に農業技術通信社（東京都新宿区）に入社した。月刊誌『農業経営者』副編集長に若者向け農業誌『Agrizm』の発行人、ジャガイモ専門誌『ポテカル』編集長を兼務している。また、農業総合専門サイト『農業ビジネス』編集長、みんなの農業商品サイト「Eooo!（エオー）」の運営責任者を兼ねている。
2010年（平成22年）2月に講談社より発行された著書『日本は世界5位の農業大国-大嘘だらけの食料自給率-』はベストセラーとなり、日本経済新聞やワールドビジネスサテライトで取り上げられるなど、日本の食料自給率問題やあるべき農業政策のすがたを論じた本として反響を呼んだ。同書で「第2回政策分析ネットワーク シンクタンク賞（2012年）」（政策分析ネットワーク ）を受賞。

## 主張
浅川によれば、農業を取り巻く論調として、
1. 農業は弱い。だからもっと農業を保護しないと日本人の食料は大変なことになる。
2. いまの日本農業のままではダメだが、構造的な諸問題を解決すれば、成長する可能性を有している。

という2つが主流となっているが、そもそも両方とも日本農業が弱いことを前提にしている。農林水産省が発表している日本のカロリーベース食料自給率は1965年の73パーセントから2009年では40パーセントまで大きく低下しており、これは先進国の中でも最低の水準にある。しかし、一国の特定産業の実力を評価する世界標準がマーケットの規模であることからすれば、農業の実力を示す指標は「農業生産額」であるはずで、それによれば、日本は、中国・アメリカ合衆国・インド・ブラジルに次ぐ世界5位の「農業大国」なのである。
ところが、食料自給率をカロリーベースで計算している国は、世界的にみれば、日本と日本の影響を受けた韓国だけであり、日本でも1983年（昭和58年）までは生産額ベースで計算していた。また、カロリーベース食料自給率という指標を国策に用いているのは日本だけであり、比較のために示される主要先進国の自給率も各国が算出・公表したものではなく、農林水産省の官僚がFAOの統計から導いたものにすぎず、計算根拠も未公開である。
カロリーベースで食料自給率を計算する場合、浅川は、
1. カロリーの少ない野菜・果物の自給率は低く計算される。
2. 大量に捨てられるコンビニ弁当など売れ残りの食品、外食産業の食べ残しの食品が分母として算入される。
3. 家畜の良質な飼料をほぼ海外からの輸入に頼る日本の畜産業の場合、とくに低く計算される。
4. 自給的・副業的農家や土地持ち非農家の生産する大量のコメや野菜、自家消費分は計算されない。

などの問題があるとしており、小売店で見かける食料や食品は国産の割合が非常に高いのに、農水省の示す食料自給率は過剰に低くなっており、実際の生活実感との乖離がみられるとし、現実に即した自給率はむしろ高水準であることを指摘している。
そしてまた、イギリス政府が食料自給率の向上を国策にしない理由を明確に掲げていることを示したうえで、食料安全保障は食料自給率の問題ではなく、本来的にはリスクマネージメントの問題であり、不作や自然災害、病気の蔓延や国際紛争など、多様なリスクをどう管理するかという問題として扱うべきであると主張し、日本政府の自給率向上政策には問題のすり替えがあることを指摘している。
浅川は、農水省が意図的に自給率を低くみせ、政府広報や小中学生が用いる社会科教科書も含めて、国民に食に対する危機感を抱かせようとさまざまなキャンペーンを張っており、それは実のところ、窮乏化する農民、飢える国民のイメージを創出しつづけなければならないほどに農水省の果たすべき仕事がなくなっているからだとして、すべてが予算獲得や天下り先確保など、自己保身的な省益中心の考えから出ているとして批判する。そして実際には、自給率向上政策は、生産者と消費者との健全な関係のなかに国家を入り込ませて農家の意欲や向上心を削ぎ、「納税」と「高価格の支払い」という二重の点で一般国民の家計における食のコストも増大させていることを指摘している。
そして、民主党政権の進める戸別所得補償制度を農家の思考力を徹底的に奪うものとして厳しく批判し、実際には日本農業は十分に強いことを示し、さらに強化するための策として「黒字化優遇制度」や「日本農業成長八策」を提言している。

## 著作

### 単著
- 『日本は世界5位の農業大国 - 大嘘だらけの食料自給率』講談社〈講談社プラスアルファ新書〉、2010年2月。ISBN 978-4062726382。
- 『日本の農業が必ず復活する４５の理由』文藝春秋 、2011年6月。ISBN 978-4163740805。
- 『ＴＰＰで日本は世界一の農業大国になる』ベストセラーズ 、2012年3月。ISBN 978-4584133972。

### 共著
- 桑子敏雄  (著)・ 浅川芳裕  (著)・ 塩見直紀 (著)・ 櫻井清一  (著)『日本農業への問いかけ (シリーズ・いま日本の「農」を問う)』ミネルヴァ書房、2014年11月。ISBN 978-4623072187。

- 小泉武夫 (著)・ 高橋迪雄 (著)・ 灰本元 (著)・ 山田豊文 (著)・ 中西準子 (著)・ 辻村英之 (著)・ 濱野吉秀  (著)・ 浅川芳裕 (著)・ 内田樹 (著)・ 池田清彦 (監修)『「食べる力」が日本を変える』バク論、2012年9月。ISBN 978-4774153001。

- 財部誠一・堺屋太一ほか 著 著、Voice編集部 編 編『どうなる! 日本の景気』PHP研究所〈Voice select〉、2009年12月。ISBN 978-4569775968。

- 浅川芳裕・飯田泰之 著『農業で稼ぐ！経済学』PHP研究所、2011年6月。ISBN 978-4569793337。

### 構成
- 松尾雅彦 (著)・ 浅川芳裕 (構成)『スマート・テロワール』学芸出版社、2014年12月。ISBN 978-4761513443。